# Агнес Моника
Агнес Моника Mульото (на индонезийски: Agnes Monica Muljoto), със сценично име Agnez Mo и по-рано Agnes Monica, е певица от Индонезия.
Започва кариерата си в развлекателната индустрия като дете-певец на възраст от 6 години.
Издала е 3 албума на децата, които са успели да предоставят името си на масив от популярната певица през 90-те години на XX век. Тя е също водеща в няколко детски телевизионни предавания.
Участва в сапунената опера „Ранни бракове“ (2001), като става на най-скъпо платения тийнейджър-артист по онова време.
През 2003 г. издава първия си албум The Story Goes, който отново я изстрелва в музикалната индустрия в Индонезия. Неговият успех в страната насърчава Агнес да си постави за цел да развие кариера на международната арена. За втория си албум, „Whaddup A '..!“, издаден през 2005 година, си сътрудни с певицата от САЩ Кийт Мартин. Агнес също участва в снимките на 2 азиатски драматични сериала.
Агнес 2 години по ред печели награда за изпълнението си на Фестивала за песен на Азия в Сеул, Южна Корея, през 2008 и 2009 г. За третия си албум, Agnezious (2009), Агнес се включва като продуцент и автор. През 2010 г. е арбитърка на шоуто за таланти „Индонезийски идол“. Тя е и сред домакините на шоуто на червения килим pegelaran American Music Awards 2010 в Лос Анджелис, САЩ.
Агнес е певицата с най-голям брой награди в Индонезия. Спечелила е десетки отличия, включително първите 10 награди Anugerah Musik Индонезия, 7 награди Panasonic, 4 индонезийски награди на MTV.
В допълнение Агнес желае да се включи в борбата с наркотиците като посланик на Азия, както и посланик на MTV EXIT в борбата с трафика на хора.

## Дискография

### Студиен албум
- The Story Goes (2003)
- Whaddup A '..? (2005)
- Свято Agnezious (2009)

### Други албуми
- Meow (1992)
- Yess! (1995)
- Бала-Бала (1996)
- Nez (2008)
- Агнес е моето име (2011)